# Isolepis inyangensis
Isolepis inyangensis är en halvgräsart som beskrevs av A. Muthama Muasya och Paul Goetghebeur. Isolepis inyangensis ingår i släktet borstsävssläktet, och familjen halvgräs. Inga underarter finns listade i Catalogue of Life.